# Nabab
Un nabab (en lengua urdu: نواب y en hindi: नवाब) era originalmente el subadar (gobernante provincial) o el virrey de una subá (provincia) de la región del Imperio mogol, pero que terminó transformándose en un elevado título de nobleza en el mundo musulmán indio.

## Etimología
El vocablo proviene del francés nabab, este del persa novvāb, y este del árabe clásico nuwwāb, plural de nā'ib 'delegado'.
Viene de la lengua urdu, derivado del árabe. Nabab es el plural formal de naib, que significa diputado. En algunas regiones, especialmente en Bengala, la palabra se pronuncia nobab.

## Historia
El título de nabab deriva básicamente de los cuatro nayab (diputados) del duodécimo y último imán de la secta chií; ese es el motivo por el cual los chiitas prefieren llamarlos así y no sultán o rey.
Este título existe desde la dominación mogólica en el subcontinente indio y se utilizaba generalmente para designar al musulmán al mando de una provincia en ese territorio. Técnicamente esto es impreciso, ya que fue utilizado también para otros individuos, no necesariamente el dirigente de turno. Cuando el Imperio mogol declinó, el título (y las facultades que conlleva) se hizo hereditario entre las familias poderosas en varias provincias.
Muchos nababs aceptaron después el dominio británico. Bajo el control inglés, los nababs musulmanes continuaron ejerciendo el poder en varias poblaciones, entre ellas Bahawalpur, Bhopal, Khambhat y Jaora. Algunos otros, como los nababs de Bengala, fueron obligados a desprenderse del poder por los ingleses.
Muchas de las dinastías de nababs eran transmitidas entre los primogénitos varones, salvo excepciones, como la cesión del título a mujeres en Bhopal.
Antes de la incorporación de la India al Imperio británico gobernaban sobre los reinos de Awadh, Bengala, Arcot y Bhopal.
Algunos musulmanes poderosos (muy pocos), que eran tributarios de los emperadores mogoles, utilizaron otros títulos; al primer nizam de Hyderabad se le dio el título alternativo de Nizam-ul-Mulk.

## Títulos derivados

### Nawabzada
Esta variación, en la que se añade el sufijo -zada, que significa hijo (o descendientes varones), se adecua etimológicamente a los hijos de los nababs, pero en la práctica, varias dinastías le dieron otros usos.
Por ejemplo, en Bahawalpur, solo el heredero más probable del nabab usaba antes de su nombre la denominación Nawabzada seguida de Khan Abassi y finalmente Wali Ahad Bahadur; los otros hijos del nabab en turno solo empleaban Khan Abassi.

### Nabob
En el lenguaje coloquial inglés (desde 1612) se adoptó esta palabra, que fue corrompida en poco tiempo para designar al líder comerciante, con un nivel social y económico elevado. También puede ser usado para personas con grandes modales para expresarse.